# Aussetzerregelung

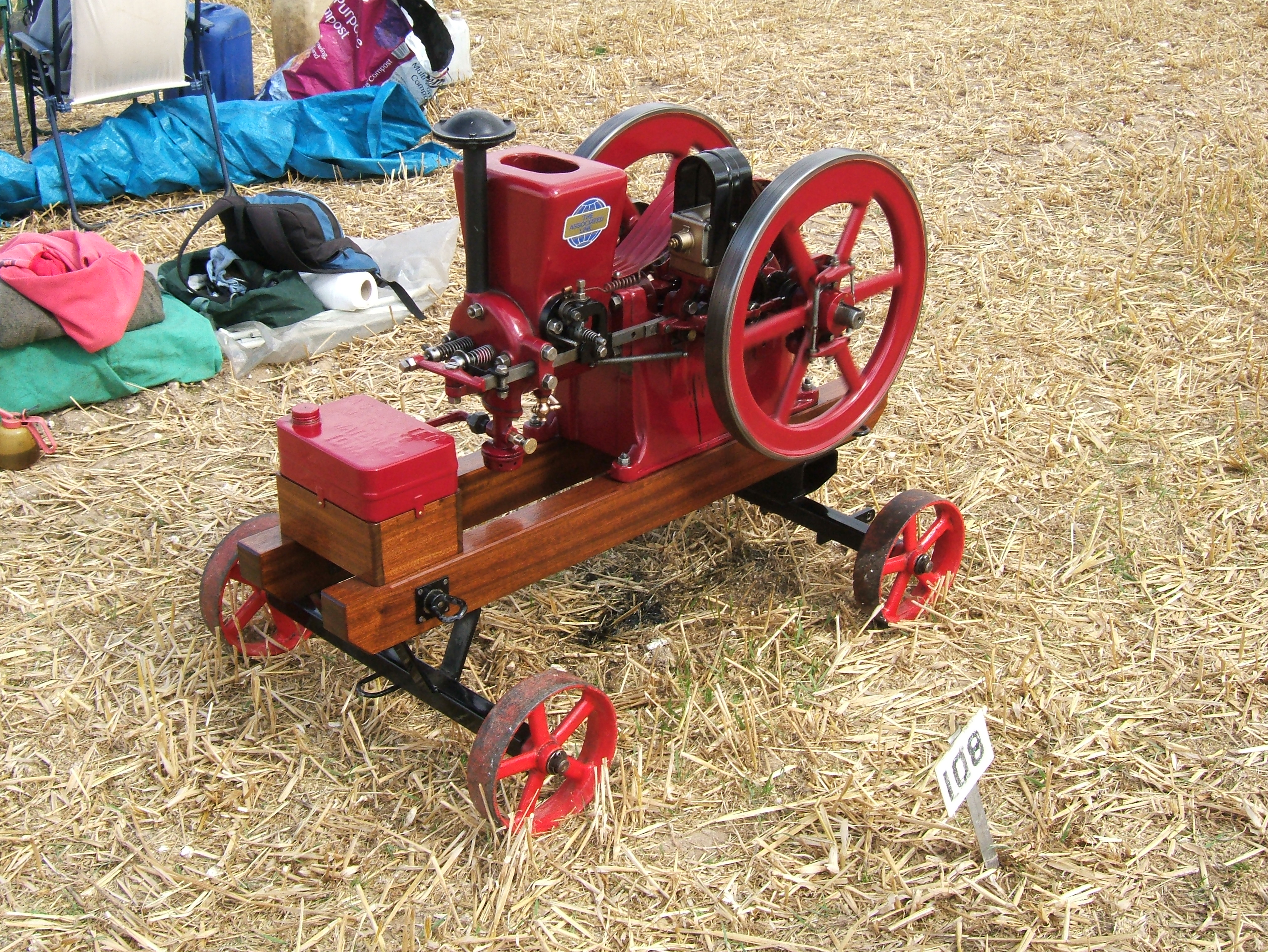
Amanco 2¼ HP, 1917, ein „Hit-and-Miss“-Stationärmotor mit Aussetzerregelung

Die Aussetzerregelung ist eine Methode zur Regelung der Drehzahl und damit der Leistungsabgabe von Hubkolbenmotoren im Teillastbetrieb. Sie kam überwiegend bei Viertakt-Gas- und Benzin-Stationärmotoren im späten 19. und frühen 20. Jahrhundert vorwiegend bei anglo-amerikanischen Herstellern zum Einsatz, wo diese Motoren als Hit-and-miss engine bezeichnet werden.

## Funktionsweise
Die Drosselung der Leistung erfolgte bei diesen Motoren nicht durch eine kontinuierliche, quantitative Regelung der Menge des angesaugten Frischgasgemisches durch eine Drosselklappe oder ein ähnliches Stellglied im Ansaugtrakt, sondern durch gezieltes Ausfallenlassen von Arbeitstakten durch eine fallweise Beeinflussung der Ventil-Steuerzeiten, welche durch einen Drehzahlregler ausgelöst wurde. Die niedertourig laufenden Einzylinder waren mit großen Schwungrädern versehen, um die Leerhübe im Regelbetrieb überbrücken zu können.
Bei Überschreiten einer vorgegebenen Höchstdrehzahl wurde ein Mechanismus aktiviert, der das Auslassventil vom Ventiltrieb derart abkoppelte, dass es in der offenen Stellung stehen blieb. Dies führte einerseits dazu, dass beim Ansaugtakt kein Unterdruck im Zylinder erzeugt wurde, wodurch das als Schnüffelventil ausgebildete Einlassventil geschlossen blieb und kein Frischgasgemisch angesaugt wurde. Dies hatte zur Folge, dass der Otto-Kreisprozess trotz laufend fortgesetzter Kolbenhübe mangels Zylinderfüllung und Verdichtung – mindestens für diesen Arbeitstakt – durchbrochen wurde und so keine Zündung und damit keine Krafterzeugung stattfand. Zudem wurde durch das offenstehende Auslassventil die Verdichtungsarbeit beim Kompressionstakt reduziert, was in Verbindung mit der großen Schwungmasse ein leichteres Weiterlaufen bis zum nächsten Takt sicherstellte.
Wurde die Regeldrehzahl nach einer oder mehreren Leerhub-Umdrehungen wieder unterschritten, führte das Auslassventil wieder einen regulären Hub durch, was einen Arbeitstakt mit Zündung zur Folge hatte, der die Kurbelwelle wieder beschleunigte. Ebenso waren Auslegungen gebräuchlich, bei denen das in diesem Fall zwangsgesteuerte Einlassventil während des ausgesetzten Taktes in der geschlossenen Stellung verblieb, was einen vergleichbaren Effekt erzielte. Im Volllastbetrieb unterschied sich der Motorlauf innerhalb der Regelungsbandbreite nicht von einem herkömmlichen Motor, es wurden dann die Arbeitstakte kontinuierlich ohne Aussetzer durchgeführt.
Durch die im Regelbetrieb schwankende Drehzahl eignete sich diese Regelung nicht für Anwendungen, die auch im Teillastbereich bei geringer Leistungsabnahme eine konstante Drehzahl voraussetzten.
Bei der Aussetzerregelung arbeitet die Maschine – bei den stattfindenden Zündungen – immer mit maximaler Zylinderfüllung, also mit dem höchsten Wirkungsgrad. Da bei den ausgelassenen Takten das Einlassventil geschlossen bleibt, wird in diesen Phasen auch kein Frischgas angesaugt und somit kein Kraftstoff verbraucht. Dies unterscheidet die Aussetzersteuerung von den unbeabsichtigten Zündaussetzern herkömmlicher Ottomotoren aufgrund defekter Zündanlagen oder Zündkerzen, bei denen Kraftstoff angesaugt und unverbrannt ausgestoßen und damit vergeudet wird. Ebenso haben die – mittlerweile technisch überholten – Drehzahlbegrenzer mit Zündungsunterbrechung durch Fliehkraftschalter bei älteren Vergasermotoren ein anderes Wirkungsprinzip, da hier nur die Zündung unterbrochen wurde, nicht jedoch die Zylinderfüllung mit Frischgas.
Auch in modernen Verbrennungsmotoren wird die Aussetzerregelung eingesetzt. Hier wird durch Abschaltung einzelner Zylinder die Effizienz des Motors gesteigert.